# 卡皮坦 (新墨西哥州)
卡皮坦（英語：Capitan）是位於美國新墨西哥州林肯縣的村。

## 人口
根據2020年美國人口普查的數據，卡皮坦的面積為8.44平方千米，皆為陸地。當地共有人口1391人，而人口密度為每平方千米165人。